# حازم بن علي الطائي
حازم بن علي بن مفرج بن دغفل بن الجراح الطائي كان زعيمًا للجراحيين، وهي عشيرة بدوية من قبيلة بني طيء التي سيطرت وسكنت بشكل متقطع على فلسطين والبلقاء وشمال الجزيرة العربية في أواخر القرن العاشر وأوائل القرن الحادي عشر. وظلت السلالة مؤثرة في شمال الصحراء العربية في القرون اللاحقة، حتى القرن 18. حازم هو ابن علي بن مفرج، وحفيد مفرج بن دغفل، حاكم فلسطين السابق في عهد الخلافة الفاطمية. هناك معلومات قليلة عن حازم في المصادر التي تعود إلى العصور الوسطى.
شارك حازم في محاولة العلويين للاستيلاء على دمشق من جيش الفاطميين بقيادة بدر الجمالي في عام 1065/66. هُزم العلويون وكان يقودهم شريف مكة ابن أبي الجن، وأسر الفاطميون حازم وابن عمه حميد بن محمود وسُجنوا في القاهرة. ثم أطلقوا سراحهم في عام 1066/67 بشفاعة القائد الفاطمي ناصر الدولة بن حمدان لدى الخليفة الفاطمي المستنصر. كان لحازم ولدان على الأقل، بدر وربيعة. وكان الأخير هو سلف بني ربيعة، وهو خط ثانوي من الجراحين الذين أنتج سلالة آل الفضل، التي سيطرت على البدو في البادية الشامية حتى القرن الثامن عشر، عندما غزاهم بدو نجد.